# Hongyuan
Hongyuan (en chino, 红原; pinyin, Hóng·Yuán (escuchar)ⓘ; en tibetano: ཧུང་ཡོན, wylie: hung yon, ZWPY: Hungyoin) también conocida por su nombre tibetano Gakog (en tibetano: རྐ་ཁོག, wylie: rka khog, ZWPY: Gakog) es un condado bajo bajo la administración directa de la Prefectura Ngawa. Se ubica en la provincia de Sichuan, centro-sur de la República Popular China. Su área es de 8295 km² y su población total para 2010 superó los 40 mil habitantes.

## Administración
Desde julio de 2023, el condado Hongyuan se divide en 10 pueblos que se administran en 6 poblados y 4 villas.

## Toponimia
El topónimo Hongyuan [/Jong-yuán/] significa 'pradera roja'. El primer ministro Zhou Enlai (周恩来) le dio ese nombre en referencia a la pradera por donde pasó el Ejército Rojo durante la Larga Marcha en 1930.

## Historia
En julio de 1960, con la aprobación del Consejo de Estado, se estableció el Condado Hongyuan. Anterior a su fundación, era una estepa pastoril sin asentamientos ni estructuras administrativas perteneciente a la zona rural del norte de  Songpan, por lo que se le conoce como la Pradera de Songpan (松潘草地), mientras la parte sur pertenecía al Salón Lifan (理番).
En marzo de 1954, la Región Autónoma Tibetana de Sichuan (ahora Prefectura autonoma Ngawa) estableció el Templo de transcripción Hongyuan (红原刷经寺) una especie de monasterio para la transcripción de textos sagrados que duró 4 años.
En agosto de 1958, la capital de Ngawa se trasladó a Barkam y el Salón  Lifan se trasladó de su ubicación original a Hongyuan, formandose el prototipo del Condado Hongyuan actual.
En julio de 1960, con la aprobación del Consejo de Estado, se abolió el condado Lifan y con partes de Songpan se estableció el Condado Hongyuan, mientras que Lifan pasó a llamarse Condado Li.